# Familia Restrepo
Restrepo es un apellido de diversas familias colombianas de origen asturiano,  desde mediados del siglo XVII y los siguientes siglos, y durante varias décadas del siglo XXdistribuidos mayormente en los departamentos de Antioquia, Quindío y Caldas. 
La palabra Restrepo proviene de la palabra Ristrepol, que a su vez se compone de dos palabrasː Ristre y Pol.
Entre sus miembros destacan importantes políticos, empresarios, científicos y pensadores colombianos, incluyendo a dos expresidentes del país, todos ellos vinculados con el Partido Liberal Colombiano, y con las ideas de libre mercado, laicismo y libertades mínimas para los ciudadanos. 

## Historia
Los registros coinciden en que la familia Restrepo provenía de Asturias. Una versión indica que viene del caserío Restrepo, en Vegadeo, Asturias, en el Imperio Español, aunque otras versiones lo sitúan en Castropol, frontera entre Asturias y Galicia.
El tronco común de la familia fueron los primos Alonso y Miguel López de Restrepo, quienes se asentaron en el valle de Aburrá, en Antioquia. La palabra Restrepo viene de las palabras asturianas Ristre y Pol que significan Hilero y pueblo, respectivamente.